# Tatra T3R.P

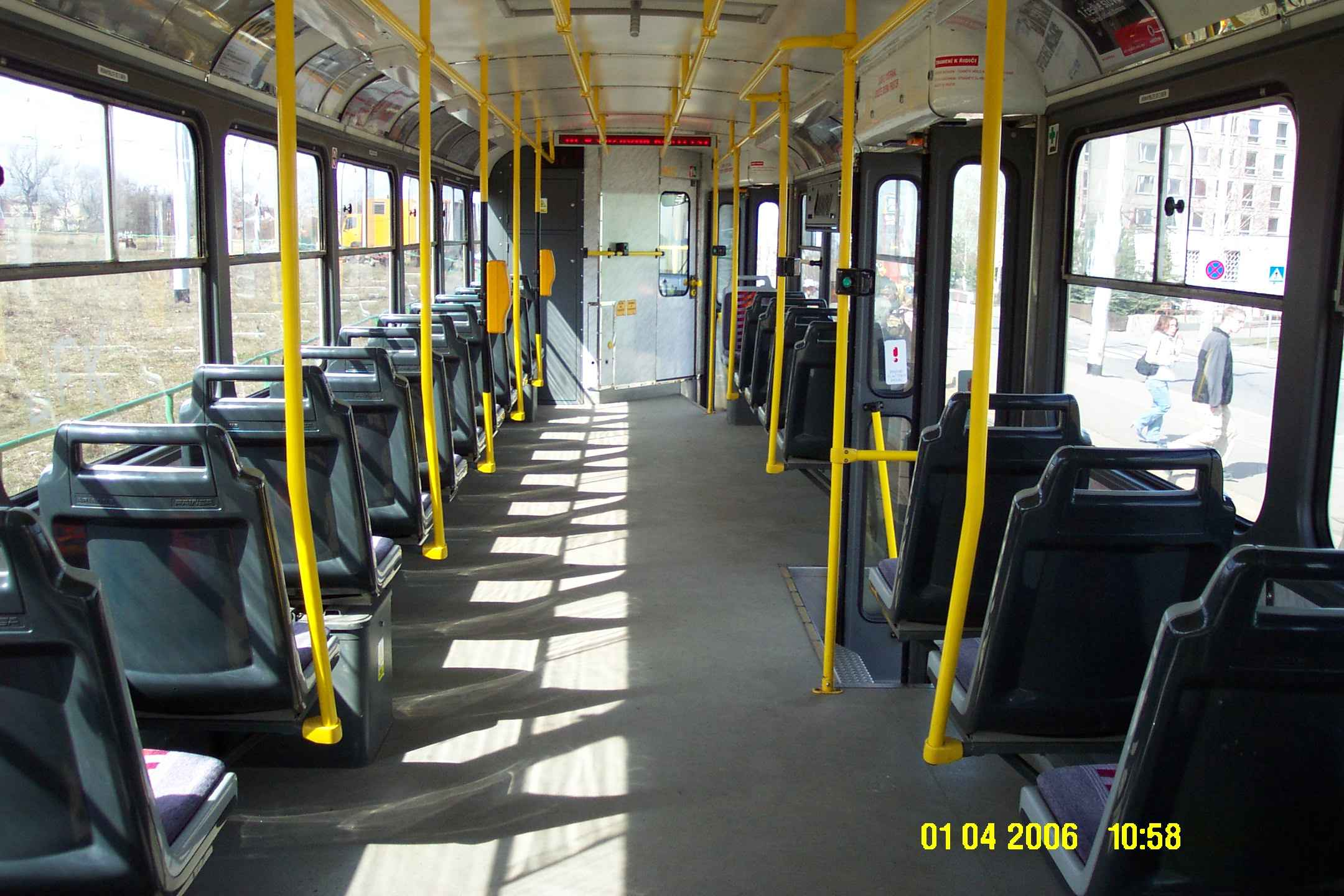
Interiér pražského vozu T3R.P

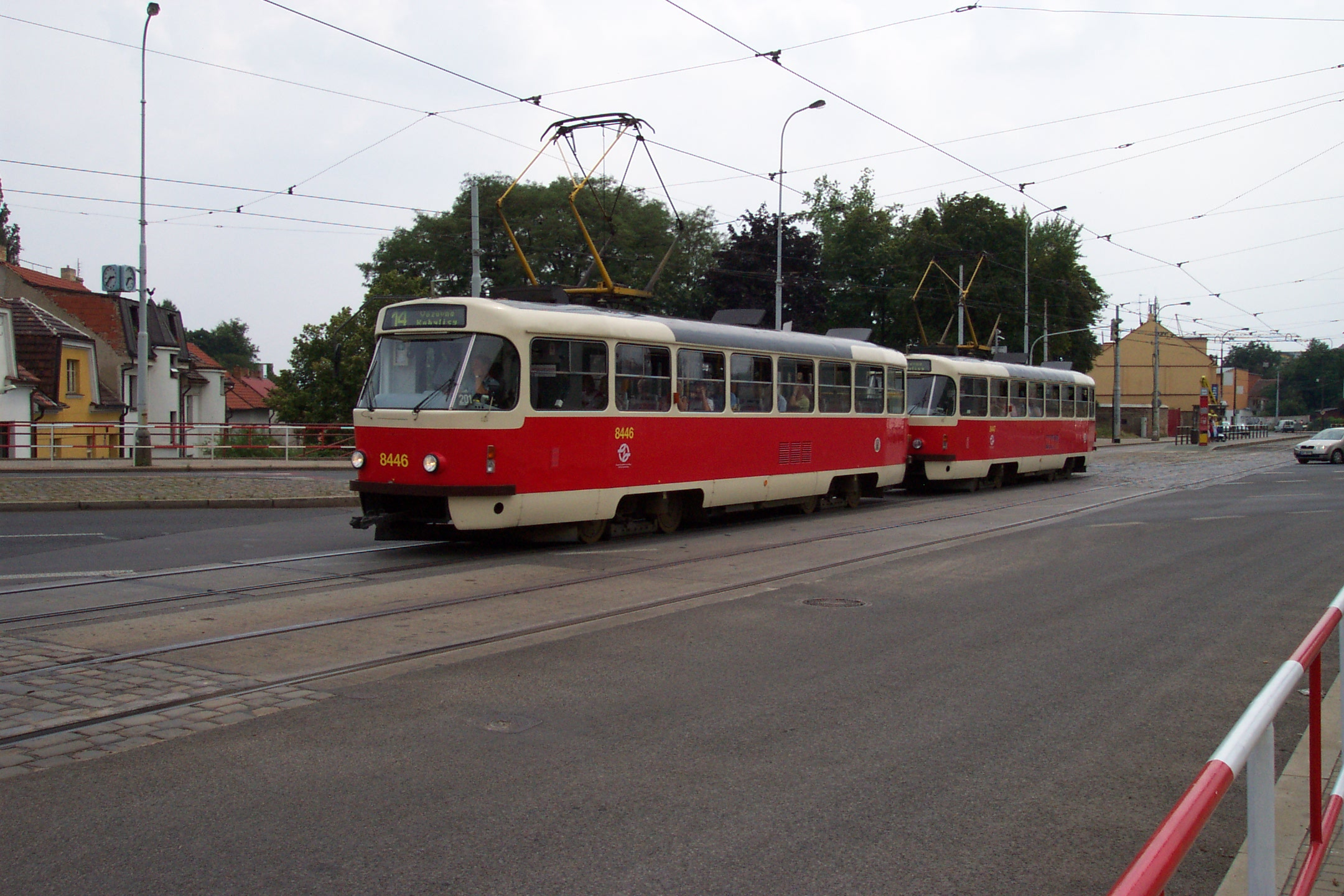
Souprava tramvají T3R.P v Praze

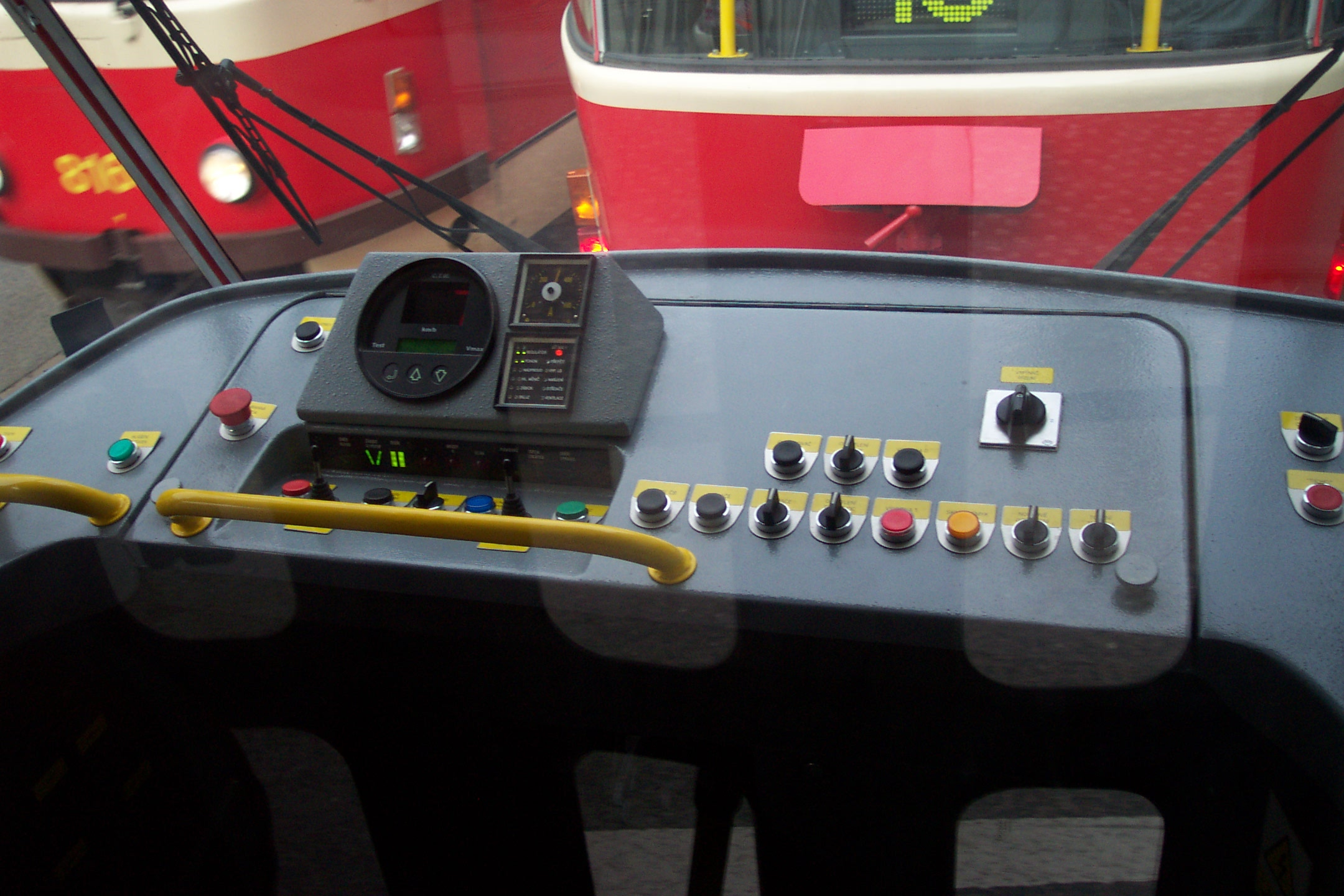
Pult řidiče tramvaje

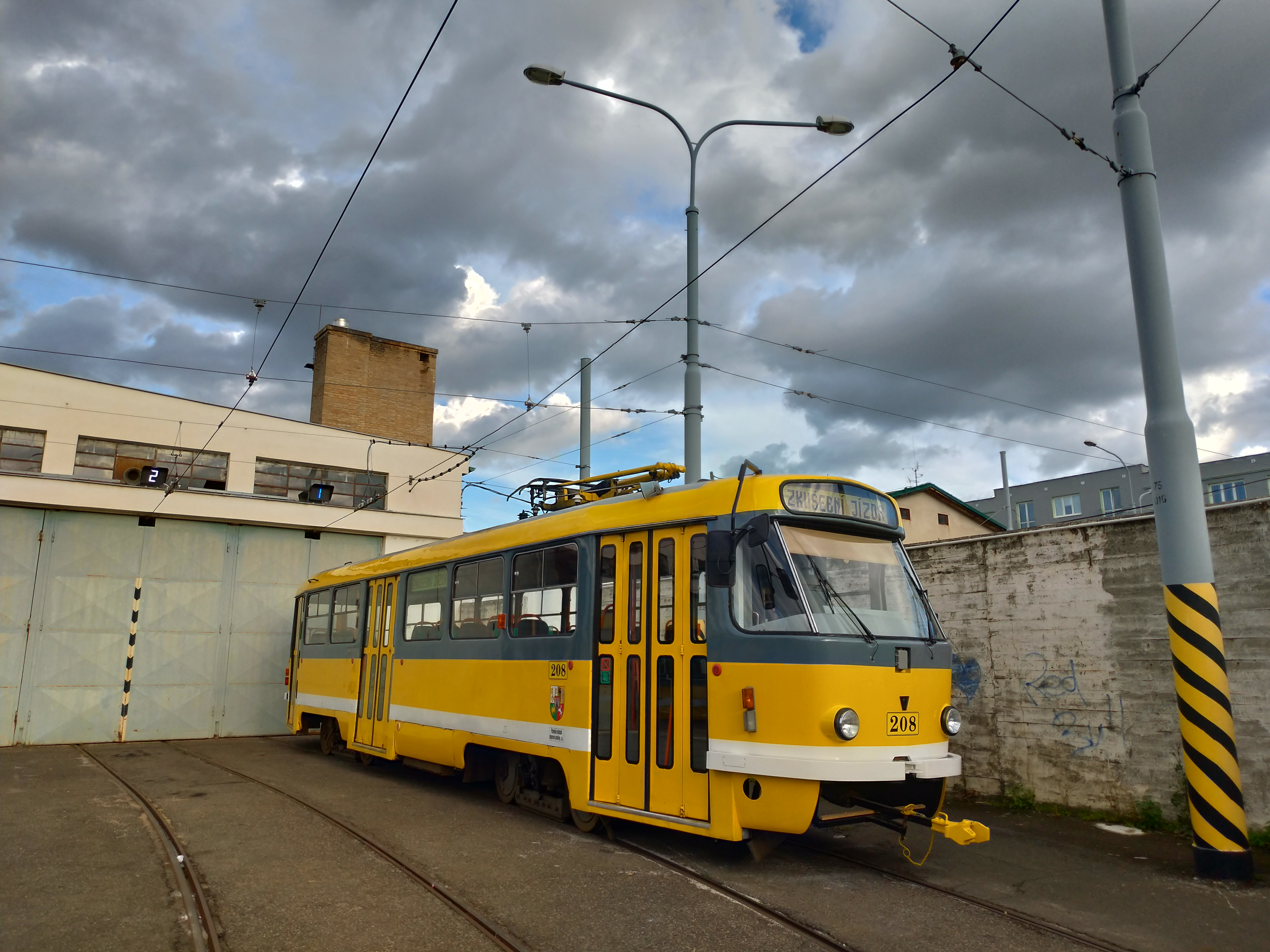
Plzeňská tramvaj T3R.P ve vozovně v Plzni na Slovanech

Tatra T3R.P (často se používá i označení Tatra T3P) je typ tramvaje, který vznikl modernizací československé tramvaje Tatra T3.

## Historie
Po krachu podniku ČKD, jehož firma ČKD Trakce v 90. letech minulého století dodávala pro tramvajové modernizace elektrické výzbroje, se na českém a slovenském trhu objevila společnost Alstom (nyní Cegelec), která vyvinula novou elektrickou výzbroj TV Progress založenou na IGBT tranzistorech.
Prvním vozem s touto výzbrojí se v roce 1999 stala ostravská tramvaj Tatra T3SUCS evidenčního čísla 1016. Protože však šlo hlavně o schválení výzbroje Drážním úřadem, interiér byl rekonstruován až následující rok, kdy se v Ostravě začaly provádět sériové modernizace na typ T3R.P.
V roce 2000 obdržela výzbroj TV Progress i pražská tramvaj T3 evidenčního čísla 6554, která byla poté interně označována jako T3A. Kromě dosazení výzbroje však vůz nebyl nijak modernizován a sloužil spíše k ověřování vlastností nových prvků. Za vše jasně hovoří další přestavba této tramvaje v roce 2002, kdy byla zkušebně instalována nová výzbroj TV Europulse (viz Tatra T3R.E).
Již v roce 2000 začaly první dopravní podniky modernizovat své tramvaje na typ T3R.P. Pražský nechal zpočátku přestavbu na šumperské firmě Pars nova (ev. č. vozů 8211 – 8245), poté si ji prováděl sám (od ev. č. 8300). Ostravský a plzeňský dopravní podnik si tramvaje modernizoval sám (několik plzeňských vozů se modernizovalo v Ostravě). Ostatní (Olomouc, Brno) zpočátku svěřily přestavbu Ostravě, později společnosti Pars nova.

## Modernizace
Přestože se vnější vzhled vozů změnil jen málo (nejvýznamnější je nová čelní orientace), v interiéru došlo k velkým změnám. V některých městech byly klasické laminátové sedačky nahrazeny čalouněnými zakotvenými do bočnice vozu, což usnadňuje čištění podlahy, dále se někdy objevuje i protiskluzová podlaha. Cestující jsou informováni moderními informačními panely a digitálními transparenty z LED diod. Byla použita elektrická výzbroj TV Progress s tranzistory IGBT, která tak nahradila starou a přežitou technologii odporové regulace. Životnost tramvaje se tak prodloužila minimálně o dalších 15 let.
U vozů, jejichž vozová skříň nebyla v dobrém stavu, se přistoupilo k radikální modernizaci – novostavbě skříně (viz typ Tatra T3R.PV).

## Provoz
Modernizace na typ T3R.P probíhaly v letech 1999–2014.
- Česko:
  - Brno – modernizováno 14 vozů
  - Olomouc – modernizováno 24 tramvají
  - Ostrava – modernizováno 43 vozů
  - Plzeň – rekonstruováno 34 tramvají
  - Praha:
    - zkušebně rekonstruován 1 vůz, dále přestavěn na typ T3R.E
    - modernizováno 315 tramvají

- Slovensko:
  - Bratislava – rekonstruováno 15 vozů

- Ukrajina
  - Doněck – modernizovány 2 tramvaje
  - Kryvyj Rih – modernizováno 21 tramvají
  - Kyjev – modernizováno 9 vozů
  - Oděsa – modernizováno 113 tramvají
  - Dnipro – modernizováno 8 tramvají, 2 odepsané vozy